# Oceanaspidiotus caledonicus
Oceanaspidiotus caledonicus är en insektsart som först beskrevs av Matile-ferrero och Alfred Serge Balachowsky 1973.  Oceanaspidiotus caledonicus ingår i släktet Oceanaspidiotus och familjen pansarsköldlöss.
Artens utbredningsområde är Nya Kaledonien. Inga underarter finns listade i Catalogue of Life.